# Copa ACLAV 2013
La Copa ACLAV de 2013 fue la novena edición de la copa nacional más importante a nivel de clubes. Comenzó el 14 de octubre de ese mismo año cuando Personal Bolívar derrotó 3 a 1 a Lomas Vóley.
El campeón de esta edición fue UPCN San Juan Vóley que derrotó en el estadio Alejo Gronda al local, Sarmiento Santana Textiles y así obtuvo su segundo título en esta competencia y de manera consecutiva.

## Equipos participantes
| Club                       | Localidad                     | Estadio                     |
| -------------------------- | ----------------------------- | --------------------------- |
| Boca Río Uruguay Seguros   | Ciudad de Buenos Aires        | Estadio Luis Conde          |
| Ciudad Vóley               | Ciudad de Buenos Aires        | Polideportivo Víctor Nethol |
| Personal Bolívar           | Bolívar, Buenos Aires         | República de Venezuela      |
| Gigantes del Sur           | Neuquén, Neuquén              | Ruca Che                    |
| La Unión de Formosa        | Formosa, Formosa              | Estadio Cincuentenario      |
| Lomas Vóley                | Lomas de Zamora, Buenos Aires | Estadio Lomas de Zamora     |
| Obras Pocito               | San Juan, San Juan            | Estadio Aldo Cantoni        |
| PSM Vóley                  | Puerto San Martín, Santa Fe   | Club Paraná                 |
| Sarmiento Santana Textiles | Resistencia, Chaco            | Estadio Alejo Gronda        |
| UNTreF Vóley               | Tres de Febrero, Buenos Aires | Bicentenario de Morón       |
| UPCN Vóley                 | San Juan, San Juan            | Estadio Aldo Cantoni        |

## Modo de disputa
Primera fase
Los equipos se enfrentan en tres fines de semanas, o también "weekends", y totalizan seis partidos cada uno. No se enfrentan todos contra todos. En cada "weekend" se sortean grupos y a cada uno se le asigna una sede. Al finalizar los "weekends", los mejores seis equipos avanzan a la siguiente fase.
Para determinar la puntuación de cada equipo se utiliza el mismo sistema que en la Liga Argentina de Voleibol, es decir, 3 puntos por partido ganado en tres o cuatro sets (3-0 o 3-1) y si se llega a disputar un quinto set, cada equipo recibe un punto y uno extra para el ganador del encuentro.
Segunda fase, Final six
Los seis equipos se dividen en dos grupos donde se enfrentan todos contra todos una vez en una sede determinada. Los dos mejores de cada grupo avanzan a semifinales, donde enfrentan a un rival del otro grupo. Los ganadores de las semifinales juegan la final para determinar al campeón de esta edición, mientras que los perdedores juegan por el tercer puesto.
Las sedes fueron:
- Zona 1: Estadio Alejo Gronda, Resistencia, Chaco.
- Zona 2: Estadio Cincuentenario, Formosa, Formosa.
- Semifinales, tercer puesto y final: Estadio Alejo Gronda, Resistencia, Chaco.

## Primera fase
| Pos. | Equipo                | Partidos | Partidos | Partidos | Sets | Sets | Pts |
| Pos. | Equipo                | PJ       | PG       | PP       | SG   | SP   | Pts |
| ---- | --------------------- | -------- | -------- | -------- | ---- | ---- | --- |
| 1.º  | UPCN San Juan Vóley   | 6        | 6        | 0        | 18   | 0    | 18  |
| 2.º  | Sarmiento Santana 1   | 6        | 5        | 1        | 17   | 11   | 13  |
| 3.º  | Ciudad Vóley          | 6        | 3        | 3        | 13   | 11   | 11  |
| 4.º  | Personal Bolívar      | 6        | 4        | 2        | 14   | 12   | 10  |
| 5.º  | UNTreF Vóley 2        | 6        | 3        | 3        | 12   | 12   | 9   |
| 6.º  | Boca Río Uruguay 2    | 6        | 3        | 3        | 14   | 14   | 9   |
| 7.º  | Lomas Vóley           | 6        | 3        | 3        | 12   | 13   | 8   |
| 8.º  | La Unión de Formosa 1 | 6        | 2        | 4        | 11   | 15   | 6   |
| 9.º  | PSM Vóley             | 6        | 2        | 4        | 9    | 14   | 5   |
| 10.º | Gigantes del Sur      | 6        | 1        | 5        | 8    | 16   | 5   |
| 11.º | Obras Pocito          | 6        | 1        | 5        | 7    | 17   | 3   |

|  |                                |
|  | Clasificado a la próxima fase. |

1: Sarmiento Santana Textiles y La Unión de Formosa clasifican a la siguiente fase en carácter de organizadores.

2: UNTreF Vóley superó a Boca Río Uruguay Seguros por centésimas en el coeficiente.
| Weekend 1       | Weekend 1        | Weekend 1 | Weekend 1         | Weekend 1          | Weekend 1 | Weekend 1 | Weekend 1 | Weekend 1 | Weekend 1 |
| Fecha           | Local            | Resul     | Visitante         | Estadio            | Set 1     | Set 2     | Set 3     | Set 4     | Set 5     |
| --------------- | ---------------- | --------- | ----------------- | ------------------ | --------- | --------- | --------- | --------- | --------- |
| 21 de octubre   | Boca Río Uruguay | 3 - 1     | Lomas Vóley       | Luis Conde         | 25-23     | 22-25     | 25-19     | 25-15     |           |
| 1 de noviembre  | La Unión (F)     | 3 - 1     | Lomas Vóley       | Cincuentenario     | 25-23     | 27-25     | 22-25     | 25-20     |           |
| 2 de noviembre  | Gigantes del Sur | 0 - 3     | UPCN San Juan     | E.P.E.T. N.° 3     | 16-25     | 20-25     | 23-25     |           |           |
| 2 de noviembre  | UNTreF Vóley     | 3 - 2     | Ciudad Vóley      | Bicentenario Morón | 25-18     | 27-29     | 25-20     | 16-25     | 15-11     |
| 3 de noviembre  | Obras Pocito     | 2 - 3     | Personal Bolívar  | Gimnasio Paraná    | 16-25     | 25-22     | 21-25     | 25-18     | 9-15      |
| 3 de noviembre  | Ciudad Vóley     | 2 - 3     | Sarmiento Santana | Bicentenario Morón | 16-25     | 25-21     | 25-20     | 21-25     | 17-19     |
| 4 de noviembre  | PSM Vóley        | 1 - 3     | Personal Bolívar  | Gimnasio Paraná    | 15-25     | 25-21     | 21-25     | 16-25     |           |
| 4 de noviembre  | UNTreF Vóley     | 1 - 3     | Sarmiento Santana | Bicentenario Morón | 25-22     | 26-28     | 25-27     | 20-25     |           |
| 4 de noviembre  | La Unión (F)     | 3 - 2     | Boca Río Uruguay  | Cincuentenario     | 25-19     | 25-27     | 18-25     | 25-20     | 16-14     |
| 4 de noviembre  | Gigantes del Sur | 0 - 3     | UPCN San Juan     | Ruca Che           | 22-25     | 19-25     | 23-25     |           |           |
| 11 de noviembre | PSM Vóley        | 0 - 3     | Obras Pocito      | Gimnasio Paraná    | 27-29     | 21-25     | 20-25     |           |           |

| Weekend 2       | Weekend 2         | Weekend 2 | Weekend 2        | Weekend 2         | Weekend 2 | Weekend 2 | Weekend 2 | Weekend 2 | Weekend 2 |
| Fecha           | Local             | Resul     | Visitante        | Estadio           | Set 1     | Set 2     | Set 3     | Set 4     | Set 5     |
| --------------- | ----------------- | --------- | ---------------- | ----------------- | --------- | --------- | --------- | --------- | --------- |
| 9 de noviembre  | Boca Río Uruguay  | 3 - 2     | Obras Pocito     | Luis Conde        | 25-18     | 18-25     | 25-21     | 19-25     | 15-11     |
| 9 de noviembre  | Sarmiento Santana | 2 - 3     | Lomas Vóley      | Alejo Gronda      | 25-18     | 21-25     | 23-25     | 25-16     | 13-15     |
| 9 de noviembre  | UPCN San Juan     | 3 - 0     | Ciudad Vóley     | Aldo Cantoni      | 26-24     | 25-19     | 25-23     |           |           |
| 10 de noviembre | Obras Pocito      | 3 - 2     | Gigantes del Sur | Luis Conde        | 22-25     | 22-25     | 25-22     | 25-23     | 15-10     |
| 10 de noviembre | Lomas Vóley       | 3 - 1     | PSM Vóley        | Alejo Gronda      | 25-15     | 25-19     | 21-25     | 25-22     |           |
| 10 de noviembre | Personal Bolívar  | 3 - 2     | UNTreF Vóley     | Rep. de Venezuela | 22-25     | 25-20     | 19-25     | 25-21     | 15-13     |
| 10 de noviembre | Ciudad Vóley      | 3 - 1     | La Unión (F)     | Aldo Cantoni      | 26-24     | 25-19     | 22-25     | 25-20     |           |
| 11 de noviembre | Personal Bolívar  | 1 - 3     | UNTreF Vóley     | Rep. de Venezuela | 25-23     | 24-26     | 21-25     | 15-25     |           |
| 11 de noviembre | Boca Río Uruguay  | 3 - 2     | Gigantes del Sur | Luis Conde        | 21-25     | 22-25     | 30-28     | 25-20     | 15-11     |
| 11 de noviembre | Sarmiento Santana | 3 - 1     | PSM Vóley        | Alejo Gronda      | 23-25     | 25-21     | 25-20     | 25-18     |           |
| 11 de noviembre | UPCN San Juan     | 3 - 0     | La Unión (F)     | Aldo Cantoni      | 25-22     | 25-23     | 25-23     |           |           |

| Weekend 3       | Weekend 3         | Weekend 3 | Weekend 3         | Weekend 3         | Weekend 3 | Weekend 3 | Weekend 3 | Weekend 3 | Weekend 3 |
| Fecha           | Local             | Resul     | Visitante         | Estadio           | Set 1     | Set 2     | Set 3     | Set 4     | Set 5     |
| --------------- | ----------------- | --------- | ----------------- | ----------------- | --------- | --------- | --------- | --------- | --------- |
| 14 de octubre   | Personal Bolívar  | 3 - 1     | Lomas Vóley       | Rep. de Venezuela | 22-25     | 25-20     | 25-23     | 25-17     |           |
| 28 de octubre   | Sarmiento Santana | 3 - 2     | La Unión (F)      | Alejo Gronda      | 23-25     | 25-20     | 25-27     | 25-19     | 15-12     |
| 15 de noviembre | Obras Pocito      | 0 - 3     | UNTreF Vóley      | Aldo Cantoni      | 21-25     | 20-25     | 16-25     |           |           |
| 16 de noviembre | La Unión (F)      | 2 - 3     | Sarmiento Santana | Cincuentenario    | 21-25     | 25-12     | 21-25     | 25-18     | 13-15     |
| 16 de noviembre | Lomas Vóley       | 3 - 1     | Gigantes del Sur  | Víctor Nethol     | 20-25     | 25-19     | 25-23     | 25-18     |           |
| 16 de noviembre | UNTreF Vóley      | 0 - 3     | UPCN San Juan     | Aldo Cantoni      | 18-25     | 20-25     | 25-27     |           |           |
| 16 de noviembre | Ciudad Vóley      | 3 - 1     | Boca Río Uruguay  | Víctor Nethol     | 25-20     | 25-21     | 22-25     | 25-20     |           |
| 17 de noviembre | Gigantes del Sur  | 3 - 1     | Personal Bolívar  | Víctor Nethol     | 28-26     | 18-25     | 25-19     | 25-23     |           |
| 17 de noviembre | PSM Vóley         | 3 - 2     | Boca Río Uruguay  | Víctor Nethol     | 23-25     | 27-25     | 25-22     | 25-27     | 15-13     |
| 17 de noviembre | Obras Pocito      | 0 - 3     | UPCN San Juan     | Aldo Cantoni      | 21-25     | 21-25     | 29-31     |           |           |
| 18 de noviembre | Ciudad Vóley      | 3 - 0     | PSM Vóley         | Víctor Nethol     | 25-18     | 25-20     | 25-17     |           |           |

## Segunda fase, final six

### Zona 1
Partidos disputados en el Estadio Alejo Gronda, Resistencia, Chaco.
| Pos. | Equipo            | Partidos | Partidos | Partidos | Sets | Sets | Tantos | Tantos | Pts |
| Pos. | Equipo            | PJ       | PG       | PP       | SG   | SP   | TG     | TP     | Pts |
| ---- | ----------------- | -------- | -------- | -------- | ---- | ---- | ------ | ------ | --- |
| 1.º  | Sarmiento Santana | 2        | 1        | 1        | 5    | 3    | 180    | 179    | 5   |
| 2.º  | Personal Bolívar  | 2        | 1        | 1        | 3    | 3    | 140    | 132    | 3   |
| 3.º  | Ciudad Vóley      | 2        | 1        | 1        | 3    | 5    | 171    | 180    | 1   |

|  |                            |
|  | Clasificado a semifinales. |

| Partidos        | Partidos          | Partidos | Partidos         | Partidos | Partidos | Partidos | Partidos | Partidos |
| Fecha           | Local             | Resul    | Visitante        | Set 1    | Set 2    | Set 3    | Set 4    | Set 5    |
| --------------- | ----------------- | -------- | ---------------- | -------- | -------- | -------- | -------- | -------- |
| 21 de noviembre | Sarmiento Santana | 3 - 0    | Personal Bolívar | 25-20    | 25-23    | 25-22    |          |          |
| 22 de noviembre | Ciudad Vóley      | 0 - 3    | Personal Bolívar | 21-25    | 17-25    | 19-25    |          |          |
| 23 de noviembre | Sarmiento Santana | 2 - 3    | Ciudad Vóley     | 22-25    | 25-23    | 19-25    | 28-26    | 11-15    |

### Zona 2
Partidos disputados en el Estadio Cincuentenario, Formosa, Formosa.
| Pos. | Equipo              | Partidos | Partidos | Partidos | Sets | Sets | Tantos | Tantos | Pts |
| Pos. | Equipo              | PJ       | PG       | PP       | SG   | SP   | TG     | TP     | Pts |
| ---- | ------------------- | -------- | -------- | -------- | ---- | ---- | ------ | ------ | --- |
| 1.º  | UPCN San Juan       | 2        | 2        | 0        | 6    | 1    | 170    | 128    | 6   |
| 2.º  | UNTreF Vóley        | 2        | 1        | 1        | 4    | 5    | 186    | 217    | 2   |
| 3.º  | La Unión de Formosa | 2        | 0        | 2        | 2    | 6    | 178    | 189    | 1   |

|  |                            |
|  | Clasificado a semifinales. |

| Partidos        | Partidos      | Partidos | Partidos      | Partidos | Partidos | Partidos | Partidos | Partidos |
| Fecha           | Local         | Resul    | Visitante     | Set 1    | Set 2    | Set 3    | Set 4    | Set 5    |
| --------------- | ------------- | -------- | ------------- | -------- | -------- | -------- | -------- | -------- |
| 21 de noviembre | La Unión (F)  | 2 - 3    | UNTreF Vóley  | 25-18    | 31-33    | 25-14    | 32-34    | 9-15     |
| 22 de noviembre | UPCN San Juan | 3 - 1    | UNTreF Vóley  | 25-17    | 25-20    | 20-25    | 25-10    |          |
| 23 de noviembre | La Unión (F)  | 0 - 3    | UPCN San Juan | 21-25    | 23-25    | 12-25    |          |          |

### Semifinales y final
Partidos disputados en el Estadio Alejo Gronda, Resistencia, Chaco.
|  | Semifinales       | Semifinales       |   |                  | Final           | Final           |  |
|  | 9 de noviembre    | 9 de noviembre    |   |                  | 10 de noviembre | 10 de noviembre |  |
|  |                   |                   |   |                  |                 |                 |  |
|  | 24 de noviembre   |                   |   |                  |                 |                 |  |
|  | UPCN San Juan     | 3                 |   |                  |                 |                 |  |
|  | Personal Bolívar  | 0                 |   |                  |                 |                 |  |
|  |                   |                   |   |                  |                 |                 |  |
|  |                   |                   |   |                  | 25 de noviembre |                 |  |
|  |                   |                   |   |                  | UPCN San Juan   | 3               |  |
|  |                   | Sarmiento Santana | 0 |                  |                 |                 |  |
|  |                   |                   |   |                  |                 |                 |  |
|  |                   |                   |   |                  |                 |                 |  |
|  |                   |                   |   |                  | Tercer lugar    |                 |  |
|  | 24 de noviembre   | 24 de noviembre   |   | 25 de noviembre  | 25 de noviembre |                 |  |
|  | Sarmiento Santana | 3                 |   | Personal Bolívar | 3               |                 |  |
|  | UNTreF Vóley      | 0                 |   |                  | UNTreF Vóley    | 0               |  |

#### Semifinales
| Partidos        | Partidos          | Partidos | Partidos         | Partidos | Partidos | Partidos | Partidos | Partidos |
| Fecha           | Local             | Resul    | Visitante        | Set 1    | Set 2    | Set 3    | Set 4    | Set 5    |
| --------------- | ----------------- | -------- | ---------------- | -------- | -------- | -------- | -------- | -------- |
| 24 de noviembre | UPCN San Juan     | 3 - 0    | Personal Bolívar | 25-20    | 25-20    | 25-18    |          |          |
| 24 de noviembre | Sarmiento Santana | 3 - 0    | UNTreF Vóley     | 25-22    | 25-21    | 25-19    |          |          |

#### Tercer puesto
| Partidos        | Partidos         | Partidos | Partidos     | Partidos | Partidos | Partidos | Partidos | Partidos |
| Fecha           | Local            | Resul    | Visitante    | Set 1    | Set 2    | Set 3    | Set 4    | Set 5    |
| --------------- | ---------------- | -------- | ------------ | -------- | -------- | -------- | -------- | -------- |
| 25 de noviembre | Personal Bolívar | 3 - 0    | UNTreF Vóley | 25-23    | 26-24    | 25-19    |          |          |

#### Final
| Partidos        | Partidos          | Partidos | Partidos      | Partidos | Partidos | Partidos | Partidos | Partidos |
| Fecha           | Local             | Resul    | Visitante     | Set 1    | Set 2    | Set 3    | Set 4    | Set 5    |
| --------------- | ----------------- | -------- | ------------- | -------- | -------- | -------- | -------- | -------- |
| 25 de noviembre | Sarmiento Santana | 0 - 3    | UPCN San Juan | 26-28    | 19-25    | 18-25    |          |          |

UPCN San Juan Vóley

Campeón

Segundo título